# Nicola Sorricchio
Nicola (o Niccolò) Sorricchio (Atri, 1710 – 1785) è stato uno storico e archeologo italiano.

## Biografia
Nacque da Simone ed Angela Melcotti; lo zio Gian Leonardo era segretario del cardinale Troiano Acquaviva, figura di primo piano nella politica italiana del sec. XVIII. Nicola aveva in famiglia esempi di passione per la ricerca storica ed archeologica; egli cita uno zio materno che lo avviò allo studio dei documenti antichi.
Dopo la laurea in legge a Napoli, rientrò nella città natale dove si dedicò agli studi storici, redigendo dal 1755 fino alla morte una serie di manoscritti su vari aspetti della storia della sua città natale e del territorio circostante.
Sorricchio ebbe accesso a numerosi archivi pubblici e privati disponibili al suo tempo. Le sue relazioni privilegiate con la famiglia Acquaviva, in particolare con Isabella, ultima duchessa d'Atri, gli consentirono lo studio dell'archivio ducale, oggi perso perché distrutto nella sommossa popolare che portò al saccheggio del palazzo Acquaviva di Giulianova durante l'occupazione francese del Regno di Napoli. Egli poté anche consultare documenti sulla città di Atri, oggi persi, che restano disponibili agli storici tramite le copie da lui trascritte; tra questi si possono citare il Necrologio della Cattedrale di Atri ed alcuni catasti antichi.
Fu anche in corrispondenza con molti intellettuali del suo tempo quali Ludovico Antonio Muratori, Mario Guarnacci, Antonio Ludovico Antinori, Francesco Maria Caracciolo, Joseph Eckhel, Romualdo De Sterlich ed il circolo illuminista teramano raccolto attorno alla famiglia Delfico. Un suo contributo compare nella voce Atri dell'opera Delle città d'Italia di Cesare Orlandi; citazioni e riferimenti all'opera di Sorricchio sulla storia di Atri sono presenti in altre opere dell'epoca, quali quelle di Lorenzo Giustiniani ed Eustachio d'Afflitto.
Sorricchio partecipò alla vita pubblica della sua città, della quale fu anche Mastro Giurato. Egli fu particolarmente impegnato durante la soppressione dei Gesuiti nel Regno di Napoli, con conseguente espulsione dei membri e sequestro dei beni dell'Ordine. Il fatto ebbe conseguenze significative per Atri, che ospitava un importante collegio gesuita; Sorricchio narra estesamente la vicenda nel volume V della sua opera "Annali Acquaviviani".
Si sposò con Reparata Ronci, appartenente alla famiglia del beato Francesco Ronci, al quale Sorricchio dedicò una delle sue opere.
La sua opera, nella quasi totalità manoscritta, è rimasta conservata fino ad oggi nell'archivio di famiglia. Essa ha potuto essere consultata dal suo discendente Luigi, anch'egli storico, del quale costituisce la fonte privilegiata, ma anche da altri studiosi, come Gabriello Cherubini, Vincenzo Bindi e, più recentemente, Bruno Trubiani. 
Nel 2020 l'università di Chieti - Pescara, in collaborazione con l'Agenzia per l'Italia digitale, ha condotto un progetto per l'acquisizione digitale delle principali opere di Sorricchio, oltre che di alcuni documenti raccolti nella sua biblioteca, che sono quindi ora liberamente consultabili nella sezione Manoscritti della Biblioteca Digitale Italiana su Internet Culturale.

## Opere
Gli scritti di Nicola Sorricchio disponibili in formato digitale comprendono 10 tomi, nove dei quali manoscritti, mentre il decimo è a stampa; a questi si aggiungono tre manoscritti di altri autori. In totale la collezione ammonta ad oltre 7.000 pagine suddivise tra le opere elencate nel seguito.

### Monumenti Adriani
È un manoscritto in cinque volumi, rilegato in altrettanti tomi, contenente una raccolta di informazioni, documenti e testimonianze archeologiche sulla storia di Atri.
- Il primo volume[16] si apre con una introduzione, numerata in cifre romane, che contiene copia di parte de Le origine Italiche, opera del 1765 dell'erudito Mario Guarnacci, con informazioni sulla monetazione antica di Atri. Seguono pagine con trascrizioni di lapidi romane. Dal foglio 173 inizia, con numerazione arabe delle pagine, il volume I dell'opera, contenente copie di documenti ed iscrizioni di epoca medioevale, datate dal 866 al 1298. All'interno di questa sequenza sono inserite una raccolta di informazioni biografiche sui vescovi di Atri dalle origini fino all'epoca dell'autore (pagg. 77 - 138) e la trascrizione del Necrologium Atriense (pagg. 141 - 197).

- Il secondo[17] raccoglie documenti dal 1300 al 1398; comprende una stampa con un ritratto di Federico d'Aragona, ed uno stemma che era presente sulla porta di S. Domenico della città.

- Il terzo[18] comprende documenti dal 1400 al 1499, tra i quali alcune pagine di un catasto del 1447[19] ed un ampio estratto di uno del 1499, consistente nel Catasto ecclesiastico dei beni del Capitolo di Santa Maria, cioè della Cattedrale della città.

- I documenti contenuti nel quarto volume[20] vanno dal 1500 al 1598. Si segnala tra di essi uno statuto (Capitula Municipalia) atriano del 1581.

- Il quinto[21] comprende documenti dal 1600 al periodo dell'autore. Si apre con un documento, datato 1600, ma compilato dall'autore, che elenca tutti i diritti feudali dei quali godeva in quell'anno la casa Acquaviva, acquisiti dal 1131 in poi e documentati dall'archivio ducale di Giulia[22]. I documenti successivi sono prevalentemente dedicati a ricostruire la storia della presenza dei Gesuiti ad Atri ed a descrivere il dibattito sull'espulsione dell'ordine dal Regno, decretato negli anni nei quali l'autore era in vita e partecipava attivamente all'amministrazione della città. Gli ultimi due documenti sono scritti dall'autore per la corte di Napoli: per sostenerne le pretese su territori allora soggette allo stato papale, quali Terracina, Benevento e Ponza (Memoria istorico - politica recante le ragioni che possono rappresentarsi dal Regnante Monarca delle Due Sicilie per legittimamente rincorporarsi al Regno di Napoli le città di Terracina e Benevento, Pontecorvo, e le isole di Ponza, foglio 655, 1768); e per proporre un nuovo metodo, ideato dall'Autore, per il censimento degli abitanti del Regno (Piano ragionato per facilitare la numerazione dei fuochi del Regno di Napoli ......, foglio 670, 1772).

### Annali Acquaviviani
Manoscritto in cinque volumi, contiene informazioni sulla storia di Atri e del territorio circostante dalla seconda metà del Medioevo fino all’epoca dell’autore, e rivolge particolare attenzione alle vicende storiche della famiglia Acquaviva. Il materiale è disponibile in un unico tomo.

### Annali Ecclesiastici
Manoscritto in tre volumi; il testo conservato consta di un unico tomo di 392 fogli, che copre l'arco temporale dal 866 al 1482. È presente inoltre un supplemento sulla vita del beato Francesco Ronci;

### Delle Antichità dell'Adria Picena
Si tratta di un manoscritto in volume unico che testimonia gli interessi archeologici dell'autore; contiene ipotesi sulle origini della città di Atri ed informazioni su ritrovamenti archeologici noti all'autore, o da lui eseguiti. È interessante il racconto che l'autore fa di un suo importante ritrovamento nel territorio atriano, tra gli attuali centri di Scerne e Casoli, e che identifica come un anfiteatro romano; l'autore lega la scoperta alla tesi, da lui sostenuta e poi ripresa da Luigi Sorricchio ed altri studiosi contemporanei, che il porto di Atri in età romana si trovasse alla foce del fiume Vomano.

### Piena dimostrazione dell'antico Patrimonio dei Duchi d'Atri
Opera in unico volume a stampa, prodotta a Napoli dallo stampatore Pietro Palumbo ma in pratica inedita, in quanto assente dalle biblioteche pubbliche italiane; contiene una discussione sulla effettiva consistenza, al netto dei debiti contratti, del patrimonio Acquaviva al tempo dell'autore. Si può ritenere che sia stato scritto dall'autore su incarico della famiglia Acquaviva, per sostenerne le pretese nei confronti della corte napoletana nel momento della estinzione del ramo principale della famiglia.

### Opere di altri autori
La raccolta contiene manoscritti di altri autori:
- Istoria Adriana di Dante Basile, autore atriano del sec. XVII; rappresenta una delle fonti dalle quali Sorricchio trae i documenti presenti nelle sue opere. Manoscritto in due tomi, inedito[30][31].

- catasto atriano del 1362[32], conservato tra le carte dello studioso.